# Elaphoglossum gemmatum
Elaphoglossum gemmatum là một loài dương xỉ trong họ Dryopteridaceae. Loài này được A. Vasco mô tả khoa học đầu tiên năm 2006.
Danh pháp khoa học của loài này chưa được làm sáng tỏ. 